# محافظة أودومكساي
 محافظة أودومكساي (لاو:ອຸດົມໄຊ) و(بالإنجليزية:Oudomxay) هي محافظة تابعة لجمهورية لاوس الديموقراطية الشعبية تقع شمال غرب لاوس وتسمي عاصمتها موانغ خاي يرجع تاريخ تأسيس المحافظة الي 1976م عندما تم تقسيمها من محافظة لوانغ برابانغ للمحافظة حدود بطول 15 كيلومترا معا منطقة الحكم الذاتي شيشوانغباننا التابعة لجمهورية الصين الشعبية

## الجغرافيا
تبلغ ارتفاعات أودومكساي بين 300 و 800 1 متر فوق مستوى سطح البحر. حيث تعتبر محافظة جبلية، وتبلغ مساحة المحافظة 15,370 كيلومترا وتعتبر تاسع أكبر محافظة في لاوس، يتم زراعة 40000 هكتار من الأراضي بحقول الأرز ممايجعلة من أهم المحاصيل الرئيسية في المحافظة

## التقسيمات الادارية

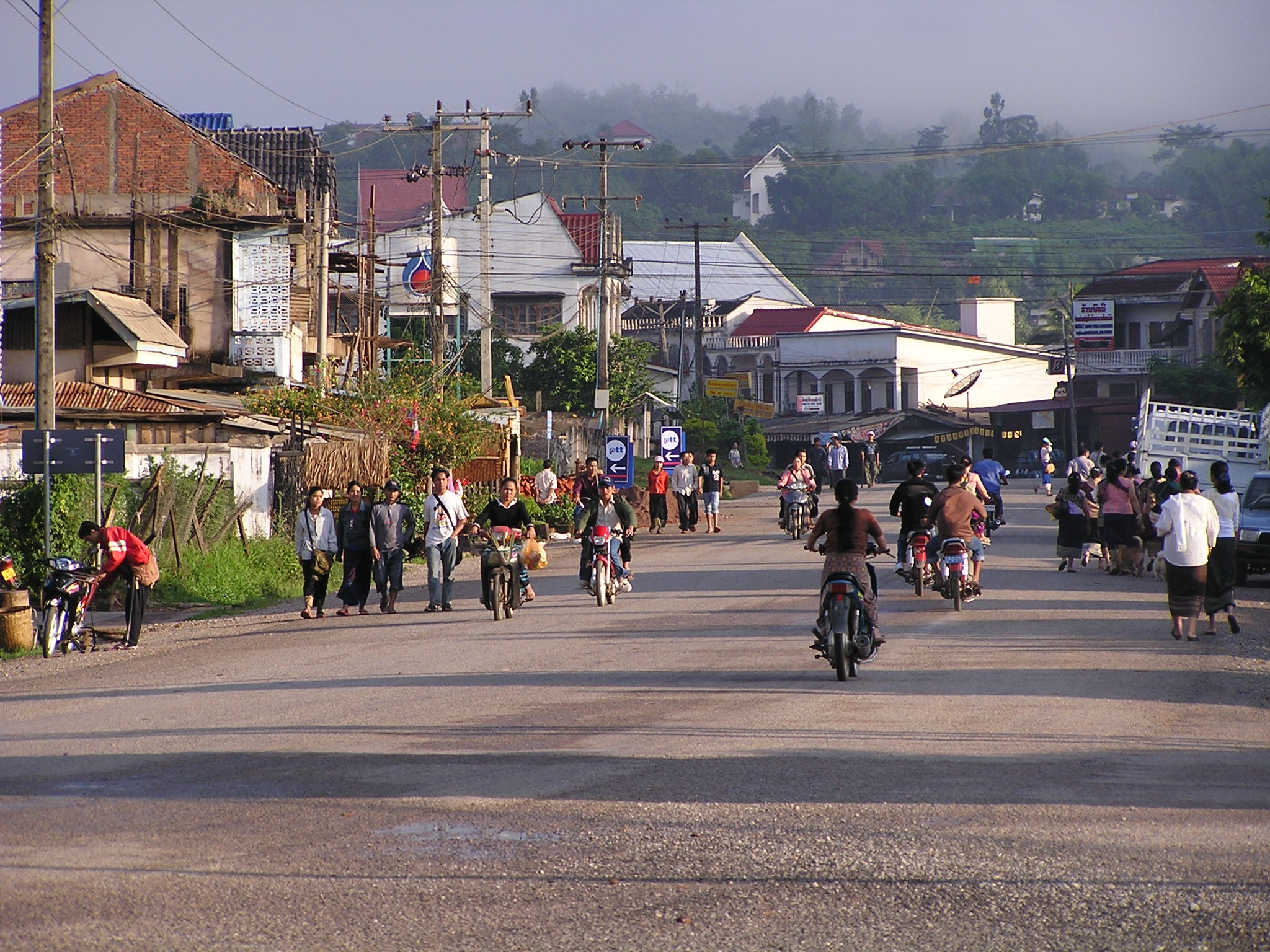
أحد شوارع أودومكساي

تتكون المحافظة من الدوائر الحكومية التالية :
| الرمز | المقاطعة | لاو    |
| ----- | -------- | ------ |
| 04-01 | ساي      | ເມືອງໄຊ |
| 04-02 | لو       | ເມືອງຫຼາ |
| 04-03 | نامو     | ນາໝໍ້    |
| 04-04 | نغا      | ເມືອງງາ |
| 04-05 | يبانغ    | ແບ່ງ    |
| 04-06 | هوان     | ຮຸນ     |
| 04-07 | باكبينج  | ປາກແບ່ງ |